# Denis Grozdanovitch
Denis Grozdanovitch, nacido el 9 de mayo de 1946 en París, es un escritor francés.
También fue jugador de tenis (campeón de Francia en juveniles en 1963 y participó en el torneo de dobles masculino de Roland Garros de 1974) y campeón de squash (campeón de Francia de 1975 a 1979).

## Biografía
Campeón de Francia en categoría juvenil en 1963, Denis Grozdanovitch parece destinado a una brillante carrera de tenista. Pero no tiene grandes ambiciones y prefiere el amateurismo. Ha participado varias veces al campeonato de Francia en pista cubierta, como en 1968 donde consigue ganar a Georges Goven por abandono después de ir perdiendo por 4-6, 4-6 y 4-5. También cuenta con cinco participaciones en Roland Garros entre 1967 y 1974, cayendo eliminado en las rondas preliminares. En dobles, jugó tres partidos con tres parejas diferentes (Jean-Claude Fauvet, Didier Charlet y François Battegay), mientras que en dobles mixto jugó dos partidos con Florence Guedy en 1971 y con Christine Gimming en 1974. Después se convierte en entrenador en el seno de la Federación francesa de tenis.
A los quince años empieza a tomar notas en sus carnets. Esos apuntes le inspiran, cuarenta y un años después, el Petit traité de désinvolture, su primer libro publicado en 2002 por la editorial José Corti, que tuvo el apoyo del público y de la crítica. 
Publica artículos en la revista « Le Grognard » y en La Revue littéraire.